# آلبرتو پیکچنینی
آلبرتو پیکچنینی (به ایتالیایی: Alberto Piccinini) بازیکن فوتبال و اهل ایتالیا است که از سال ۱۹۴۹ میلادی عضو تیم ملی فوتبال ایتالیا بوده و در ۵ بازی ملی حضور داشته‌است. او در بازی‌های ملی‌اش گلی به ثمر نرساند.
آلبرتو پیکچنینی آخرین بازی ملی خود را در سال ۱۹۵۲ میلادی انجام داد.